# 前40世纪
| 千纪： | 前5千纪 \| 前4千纪 \| 前3千纪 |
| 世纪： | 前43世纪 \| 前42世纪 \| 前41世纪 \| 前40世纪 \| 前39世纪 \| 前38世纪 \| 前37世纪                                                         |
| 年代： | 前3990年代 \| 前3980年代 \| 前3970年代 \| 前3960年代 \| 前3950年代 \| 前3940年代 \| 前3930年代 \| 前3920年代 \| 前3910年代 \| 前3900年代 |

前40世纪是前4000年至前3901年的一百年。东地中海地区在公元前40世纪处于铜石并用时代（铜器时代），这是从石器时代向青铜时代过渡的时期。西北欧处于新石器时代。中国当时由新石器时代的仰韶文化主导。美洲则处于从古印第安阶段向中印第安阶段过渡的时期。

## 文化
近东
- 在前王朝时期的埃及，奥马里文化在此期间兴起。
- 埃及的那卡达文化开始发展。
- 美索不达米亚进入乌鲁克时期。

欧洲
- 线纹陶文化在北方逐渐被漏斗杯文化取代。
- 克克塔尼文化兴盛。
- 坑纹陶文化。
- 在东欧大草原地区，第聂伯–顿涅茨文化和斯萊德涅斯多格文化繁荣发展，根据坟塚假说，它们与原始印欧人有关。

东亚
- 良渚文化兴起。
- 日本列岛进入早期绳文时期。

## 重要事件、发展与成就
- 约公元前4000年，中国陕西省西安附近的姜寨建造了超过100座围绕社区中心、墓地和窑炉的住宅。
- 苏萨成为陶器生产的中心；约在美索不达米亚出现了陶轮。
- 在布列塔尼（卡尔纳克）、葡萄牙（里斯本）、法国中部和南部、科西嘉岛以及大不列颠岛建造了巨石纪念碑。
- 铜器时代的欧洲冶金技术。
- 马的驯化。
- 犁的使用。
- 在南亚美尼亚接近伊朗边境的大型洞穴系统中发现了泥土罐和槽，这显示出组织化的葡萄压榨和蒸馏活动的迹象。

科学技术
- 中国西安半坡的陶器上出现数字刻符

战争与政治
- 金字塔的修建
- 苏美尔人文明起源
- 哈姆卡爾城的建立